# Nhà thông minh

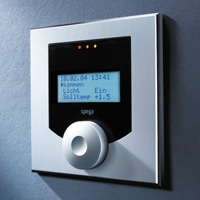
Thiết bị quản lý nhiệt độ trong phòng

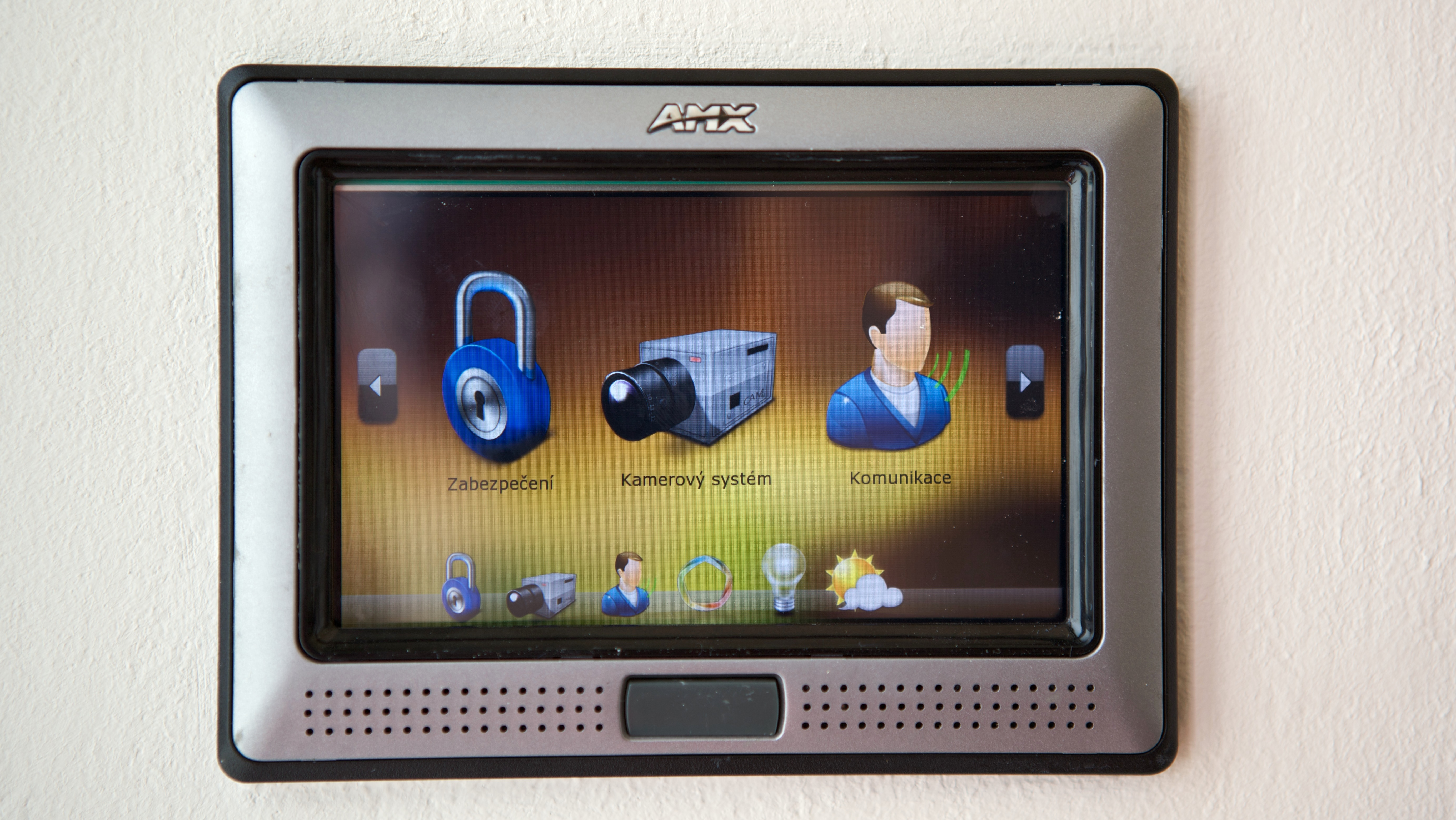
Bảng điều khiển CITIB-AMX

Nhà thông minh (tiếng Anh: home automation,  domotics, smart home hoặc Intellihome) là tên gọi dùng để gọi tên các ngôi nhà, căn hộ, công trình xây dựng được trang bị, được cài đặt sử dụng các thiết bị thông minh nhằm mục đích giúp cho ngôi nhà trở nên thông minh hơn. Có thể đáp ứng theo các ngữ cảnh thông minh một cách có chủ định theo thiết lập của người dùng, có thể hoạt động một cách tự động hoặc bán tự động, và có thể thay thế con người thực hiện một hoặc một số thao tác quản lý, điều khiển nhất định. Về mặt bản chất, nhà thông minh là sự kết nối có hệ thống của các thiết bị điện thông minh. Giúp ngôi nhà trở nên thông minh hơn, có thể đáp ứng được các chức năng tự động hoặc bán tự động theo ý của người dùng. Hệ thống điện tử này có thể giao tiếp với người dùng thông qua bảng điện tử đặt trong nhà, ứng dụng trên điện thoại di động, máy tính bảng hoặc một giao diện web, thậm chí bạn có thể ra lệnh điều khiển các thiết bị bằng giọng nói. Trong căn nhà thông minh, các đồ dùng & thiết bị điện trong nhà từ phòng ngủ, phòng khách đến toilet đều có thể gắn các bộ điều khiển điện tử có thể kết nối với Internet và điện thoại di động, cho phép chủ nhân điều khiển vật dụng từ xa hoặc lập trình cho thiết bị ở nhà hoạt động theo lịch. Thêm vào đó, các đồ gia dụng có thể hiểu được ngôn ngữ của nhau và có khả năng tương tác với nhau.

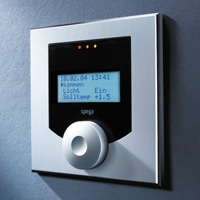
Bộ điều khiển phòng

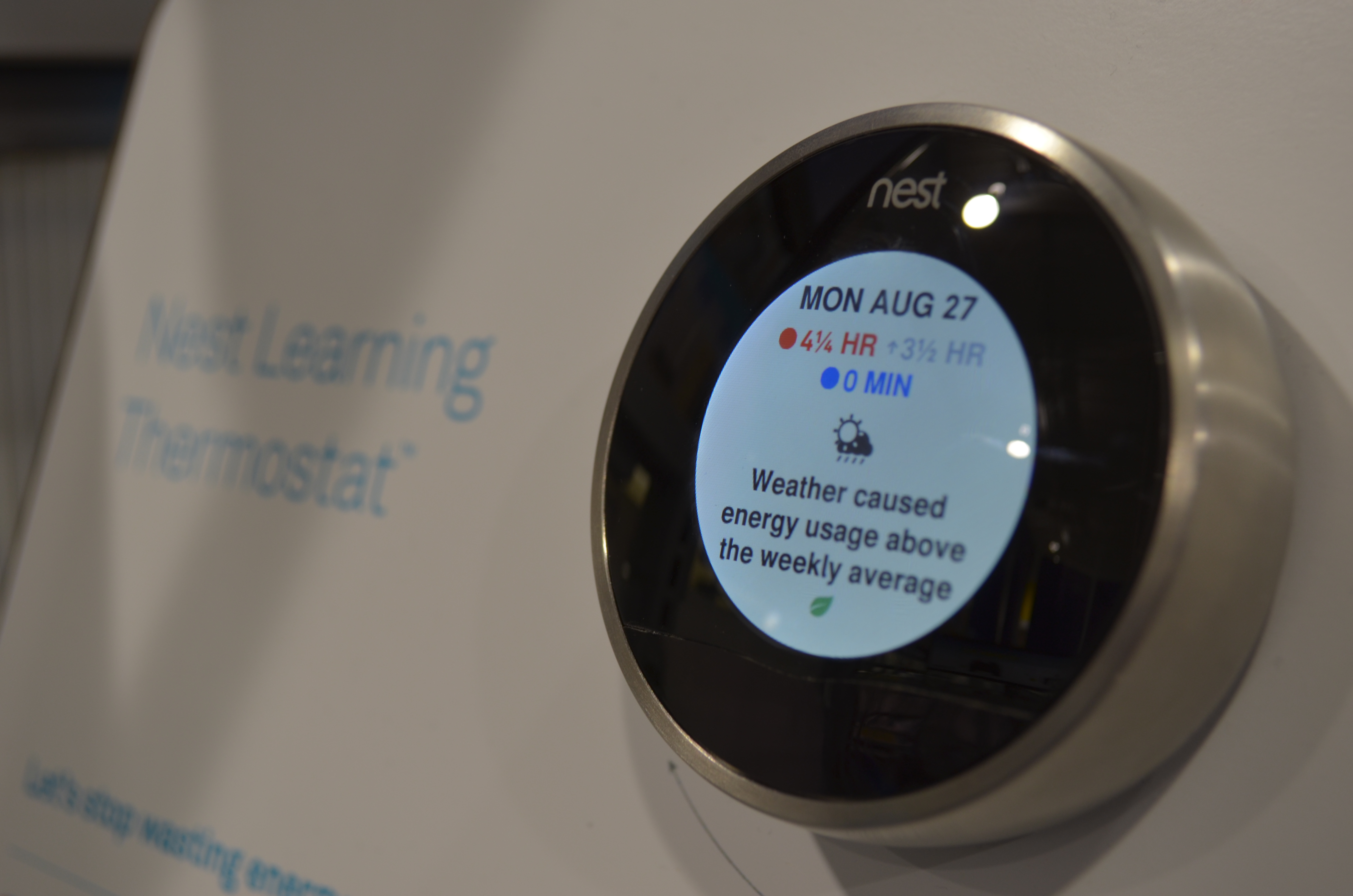
Nest Learning Thermostat hiển thị tác động của thời tiết đối với việc sử dụng năng lượng

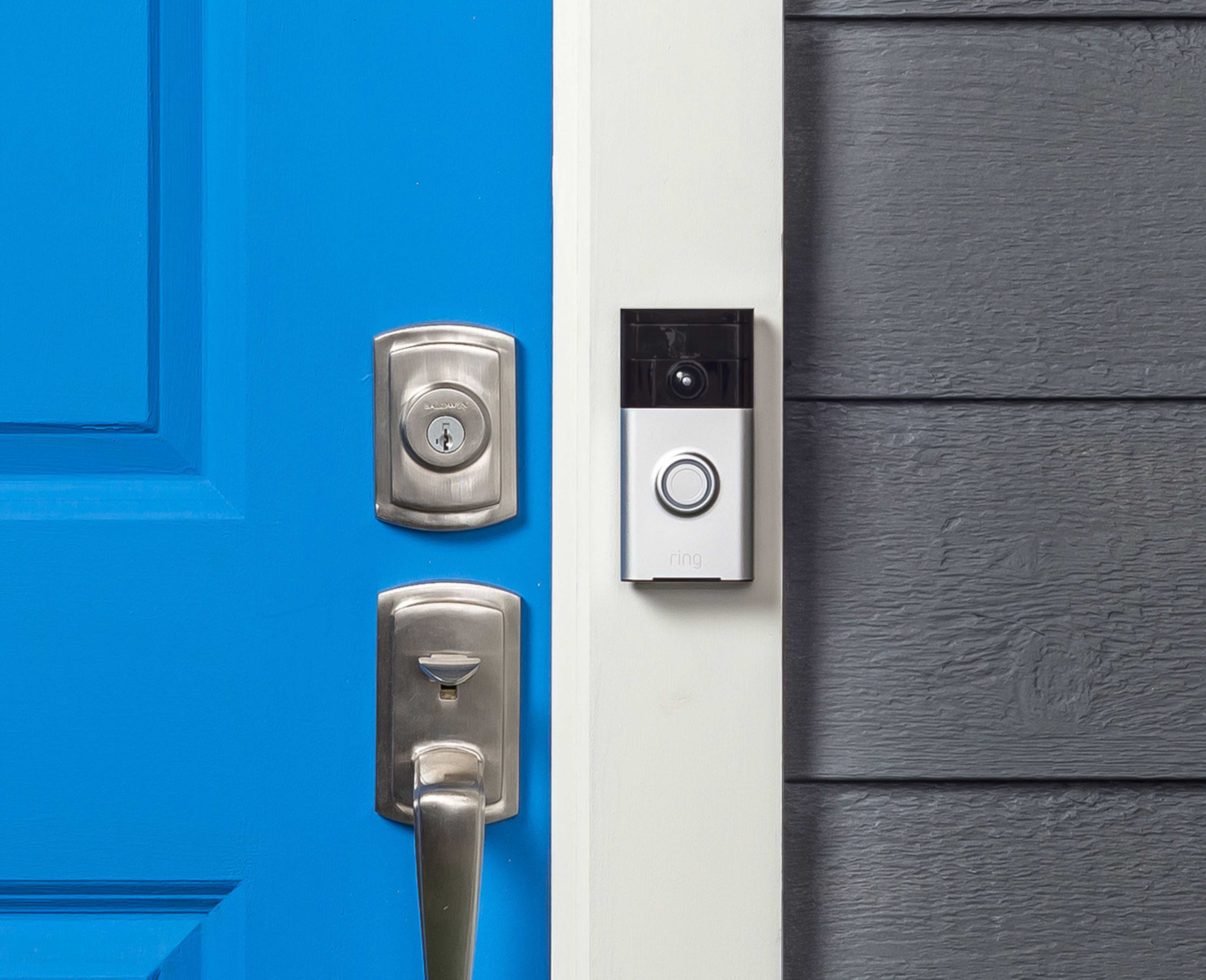
Cửa chuông video Ring với camera Wi-Fi

## Lịch sử
Khái niệm nhà thông minh bắt đầu từ những thiết bị giúp tiết kiệm sức lao động. Vào thế kỷ 20, khi hệ thống phân phối điện trở nên phổ biến, các thiết bị điện tử như máy giặt, máy nước nóng, tủ lạnh, máy may, máy rửa bát và máy sấy quần áo đã trở nên khả dụng.
Năm 1975, giao thức mạng nhà thông minh đa năng đầu tiên, gọi là X10, được phát triển. Giao thức này sử dụng dây dẫn truyền tải điện để điều khiển thiết bị bằng tín hiệu tần số cao.
Vào năm 2012, tại Hoa Kỳ, đã có 1.5 triệu hệ thống nhà thông minh được cài đặt. Dự kiến hơn 45 triệu thiết bị thông minh sẽ được lắp đặt trong các ngôi nhà ở Hoa Kỳ đến cuối năm 2018.
Thuật ngữ "điều khiển nhà thông minh" là cách gọi kết hợp từ "domus" trong tiếng Latinh (nghĩa là ngôi nhà) và "robotics". Thuật ngữ "thông minh" trong "nhà thông minh" đề cập đến khả năng hệ thống nhận biết trạng thái thiết bị thông qua công nghệ thông tin và Internet of Things (IoT).

## Ứng dụng và công nghệ
Tự động hóa nhà ở phổ biến trong nhiều lĩnh vực khác nhau, bao gồm:
- Hệ thống sưởi, thông gió và điều hòa không khí (HVAC): có thể điều khiển từ xa tất cả các bộ giám sát năng lượng gia đình qua internet, tích hợp giao diện người dùng đơn giản và thân thiện.[11][12]
- Hệ thống điều khiển ánh sáng: mạng "thông minh" kết hợp giao tiếp giữa các đầu vào và đầu ra hệ thống ánh sáng khác nhau, sử dụng một hoặc nhiều thiết bị tính toán trung tâm.
- Hệ thống điều khiển dựa trên việc nhận biết sự có người: có thể cảm nhận sự có người trong ngôi nhà bằng cách sử dụng các đồng hồ thông minh[13] và các cảm biến môi trường như cảm biến CO2,[14] có thể được tích hợp vào hệ thống tự động hóa tòa nhà để kích hoạt phản ứng tự động cho mục đích hiệu suất năng lượng và thoải mái trong tòa nhà.
- Điều khiển và tích hợp thiết bị gia dụng với lưới điện thông minh và đồng hồ thông minh, tận dụng ví dụ như sản lượng tấm pin năng lượng mặt trời cao vào giữa ngày để vận hành máy giặt.[15][16]
- Robot gia đình và an ninh: hệ thống hệ thống bảo mật trong nhà tích hợp với hệ thống tự động hóa nhà ở có thể cung cấp các dịch vụ bổ sung như giám sát từ xa các camera an ninh qua Internet, hoặc kiểm soát truy cập và khóa trung tâm của tất cả cửa và cửa sổ viền.[17]
- Phát hiện rò rỉ, cảm biến khói và CO2[18][19]
- Máy gấp quần áo, giường tự hoạt động.
- Hệ thống xác định vị trí trong nhà (IPS).
- Tự động hóa nhà cho người già và người khuyết tật.
- Chăm sóc thú cưng và chăm sóc trẻ em, ví dụ theo dõi chuyển động của thú cưng và trẻ em và kiểm soát quyền truy cập của thú cưng.[20]
- Kiểm soát chất lượng không khí (bên trong và ngoài). Ví dụ, Air Quality Egg được sử dụng bởi người dân tại nhà để giám sát chất lượng không khí và mức độ ô nhiễm trong thành phố và tạo ra bản đồ về ô nhiễm.[21]
- Nhà bếp thông minh, với việc tồn kho tủ lạnh thông minh, các chương trình nấu ăn sẵn, giám sát nấu ăn, v.v.
- Thiết bị điều khiển bằng giọng nói như Amazon Alexa hoặc Google Home được sử dụng để điều khiển các thiết bị hoặc hệ thống trong nhà.

## Triển khai

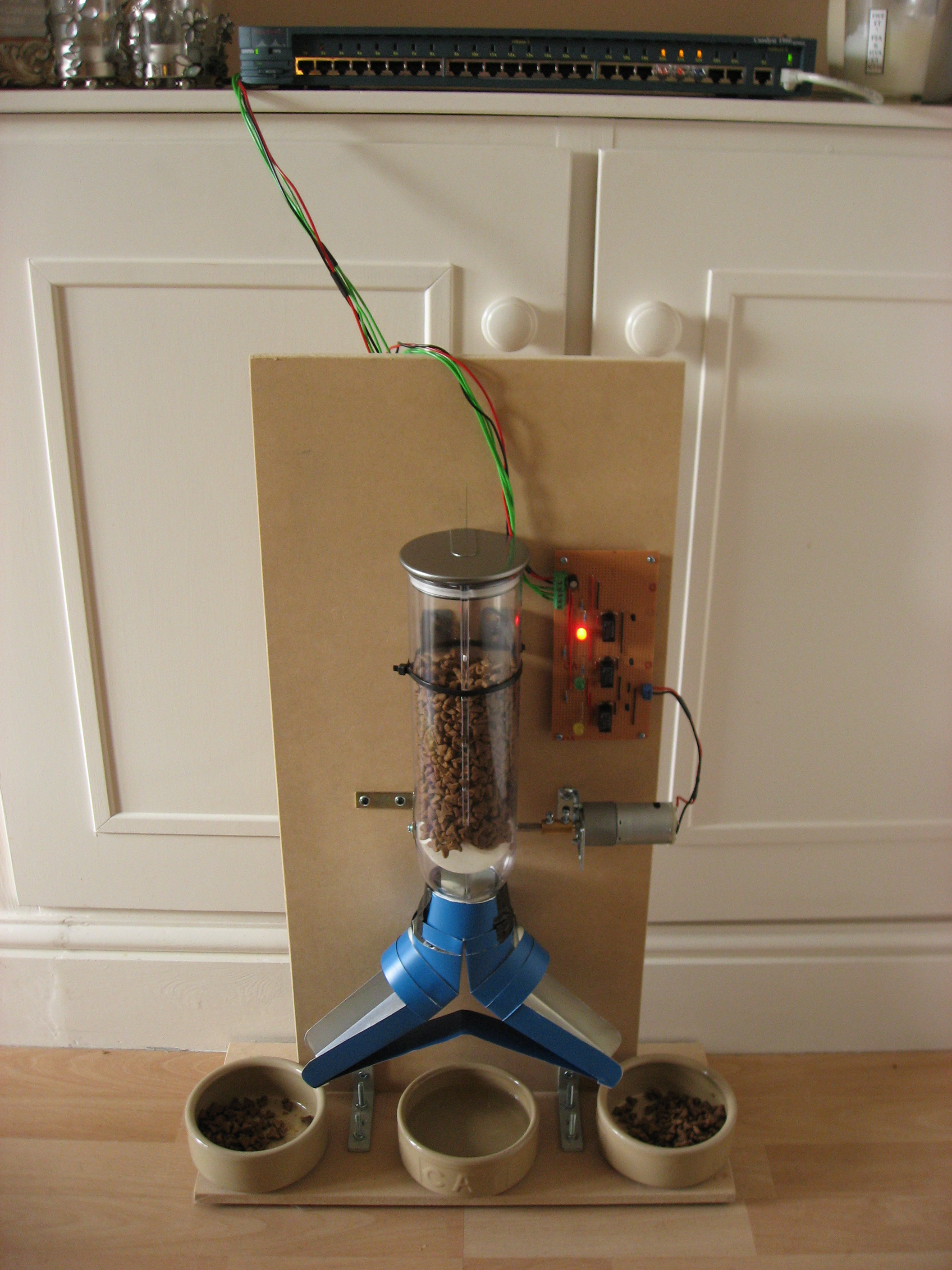
Bình ăn tự động kết nối internet cho mèo trong nhà thông minh.

Năm 2011, Microsoft Research phát hiện rằng tự động hóa gia đình có thể gây ra chi phí sở hữu cao, thiết bị không linh hoạt khi kết nối với nhau và khả năng quản lý kém. Trong quá trình thiết kế và tạo hệ thống tự động hóa gia đình, các kỹ sư xem xét nhiều yếu tố như khả năng mở rộ, khả năng theo dõi và điều khiển thiết bị, dễ dàng lắp đặt và sử dụng cho người tiêu dùng, mức giá hợp lý, tốc độ, bảo mật và khả năng chẩn đoán vấn đề. Tìm hiểu từ iControl cho thấy người tiêu dùng ưu tiên sự dễ dàng sử dụng hơn là đổi mới kỹ thuật, và mặc dù họ nhận thức rằng các thiết bị kết nối mới có yếu tố gây ấn tượng độc đáo, họ vẫn chưa sẵn sàng sử dụng chúng trong ngôi nhà của mình.
Lịch sử, các hệ thống đã được bán dưới dạng hệ thống hoàn chỉnh, trong đó người tiêu dùng phụ thuộc vào một nhà cung cấp duy nhất cho toàn bộ hệ thống bao gồm phần cứng, giao thức truyền thông, trung tâm điều khiển, và giao diện người dùng. Tuy nhiên, hiện nay đã có các hệ thống phần cứng mã nguồn mở và mã nguồn mở có thể được sử dụng thay thế hoặc kết hợp với phần cứng độc quyền. Nhiều trong số các hệ thống này tương tác với các thiết bị điện tử tiêu dùng như Arduino hoặc Raspberry Pi, có thể dễ dàng truy cập trực tuyến và tại hầu hết cửa hàng điện tử. Hơn nữa, các thiết bị tự động hóa gia đình ngày càng được kết nối với điện thoại di động thông qua Bluetooth, tạo điều kiện cho tính khả dụng và khả năng tùy chỉnh tăng lên cho người dùng.

## Nhận xét và Tranh cãi
Lĩnh vực tự động hóa nhà cửa đang đối mặt với hai vấn đề chính: sự phân mảng của các nền tảng và thiếu chuẩn kỹ thuật. Các thiết bị tự động hóa nhà cửa đa dạng, từ biến thể phần cứng cho đến sự khác biệt trong phần mềm, gây khó khăn cho việc phát triển ứng dụng thống nhất giữa các hệ sinh thái công nghệ không đồng nhất. Điều này dẫn đến việc người tiêu dùng e ngại đặt cược vào phần mềm hoặc thiết bị phần cứng sử dụng giao thức tư nhân có thể trở nên khó tùy chỉnh hoặc giao tiếp.
Mối quan tâm khác nằm ở vấn đề an ninh và quyền riêng tư. Sự không đồng nhất trong việc cập nhật lỗi hệ điều hành gốc khiến các thiết bị cũ hoặc giá rẻ hơn trở nên dễ tổn thương. Một nghiên cứu cho thấy hơn 87% các thiết bị hoạt động có thể bị tấn công do việc thiếu bản vá.
Cũng có lo ngại từ người thuê nhà trọ khi chủ nhà nâng cấp căn hộ bằng công nghệ nhà thông minh. Những lo ngại này bao gồm sự kém ổn định của kết nối không dây, vấn đề an ninh khi chủ nhà lưu giữ mã cửa và nguy cơ xâm nhập vào quyền riêng tư khi kết nối các thiết bị nhà thông minh với mạng nhà.
Các nghiên cứu cũng đã phân tích hành vi người tiêu dùng khi tích hợp các thiết bị tự động hóa vào cuộc sống hàng ngày. Một điểm quan trọng là tính đơn giản, khi người tiêu dùng thường ưa thích giải pháp dễ dàng hơn các thiết lập phức tạp.

## Tác Động
Áp dụng tự động hóa trong ngôi nhà có thể mang lại các kỹ thuật tiết kiệm năng lượng thông minh và hiệu quả hơn. Bằng cách kết hợp thông tin và công nghệ truyền thông với các hệ thống năng lượng tái tạo như năng lượng mặt trời hoặc năng lượng gió, ngôi nhà có thể tự động quyết định lưu trữ hoặc sử dụng năng lượng cho các thiết bị cụ thể, tạo tác động tích cực cho môi trường và giảm hóa hóa đơn điện cho người sử dụng hệ thống này. Để làm điều này, các nhà nghiên cứu đề xuất sử dụng dữ liệu từ cảm biến để dự đoán nhu cầu của người sử dụng và cân nhắc sử dụng năng lượng một cách hợp lý..
Hơn nữa, tự động hóa nhà cửa có tiềm năng lớn trong việc tăng cường an ninh gia đình. Theo cuộc khảo sát năm 2015 của iControl, yếu tố chính thúc đẩy nhu cầu sử dụng thiết bị thông minh và kết nối là "an ninh cá nhân và gia đình", và sau đó là "phấn khích về tiết kiệm năng lượng.". Tự động hóa nhà cửa bao gồm nhiều hệ thống an ninh thông minh và cài đặt giám sát, cho phép người dùng theo dõi nhà cửa khi vắng mặt và chia sẻ thông tin này với những người trong gia đình có thể tin cậy trong trường hợp xảy ra sự cố.
Mặc dù có nhiều nhà cung cấp cạnh tranh, nhưng đang có sự cố gắng gia tăng trong việc phát triển hệ thống mã nguồn mở. Tuy nhiên, vẫn còn một số vấn đề về trạng thái hiện tại của tự động hóa nhà cửa, bao gồm thiếu các biện pháp bảo mật tiêu chuẩn và việc không hỗ trợ tương thích ngược với các thiết bị cũ.
Tự động hóa nhà cửa có tiềm năng lớn trong việc chia sẻ dữ liệu giữa các thành viên trong gia đình hoặc với những cá nhân tin cậy, với mục đích bảo vệ cá nhân và có thể dẫn đến các biện pháp tiết kiệm năng lượng có tác động tích cực đối với môi trường trong tương lai.
Thị trường tự động hóa nhà cửa có giá trị ước tính khoảng 64 tỷ USD vào năm 2022 và dự kiến sẽ tăng lên trên 163 tỷ USD vào năm 2028.